# Shangri-la (Ostantarktika)
Shangri-la ist ein kleines und abgelegenes Tal in den Denton Hills des ostantarktischen Viktorialands. Es liegt unmittelbar südlich des Joyce-Gletschers sowie des Péwé Peak und wird zum Großteil durch den Lake Buddha eingenommen.
Teilnehmer einer von 1960 bis 1961 dauernden Kampagne im Rahmen der neuseeländischen Victoria University’s Antarctic Expeditions erinnerte das Tal an den fiktiven Sehnsuchtsort Shangri-la aus James Hiltons 1933 veröffentlichten Roman Der verlorene Horizont, was zu dieser Benennung führte.